# 永富雄吉
永富 雄吉（ながとみ ゆうきち、慶應4年5月21日（1868年7月10日） - 昭和4年（1929年）1月20日）は、明治・大正期の日本の海事実業家。高等商業学校（現・一橋大学）講師などを経て、日本郵船の副社長を務めた。

## 人物・経歴
遠江国横須賀藩に生まれる。安房国花房藩横渚出身。高等商業学校（現・一橋大学）本科第二年生だった1889年から、村瀬春雄とともにアントワープ商業大学（Institut supérieur de commerce d'Anvers：現・アントウェルペン大学）に留学し、リサンシェ（学士）を取得して卒業後、1894年に帰国し、高等商業学校講師となった。1895年に日本郵船に入社した。会計課助役、会計課長、取締役主計部長、理事等を経て、1921年から副社長を務めた。その後、肺気腫に罹り1929年に死去した。

## 親族
父は花房藩士永富謙八。妻のミチは野澤武之助衆議院議員の妹。長男永富謙一は浜松高等工業学校（現・静岡大学）教授を務めた工学者で、その妻愛子は公爵伊藤博邦の二女。三女八代子は帝国劇場社長等を歴任した秦豊吉の妻。保険学者の村瀬春雄は妹の夫。